# Fond de Harzé
Le ruisseau du Fond de Harzé est un cours d"eau de Belgique, affluent de l'Amblève et faisant donc partie du bassin versant de la Meuse. Il coule entièrement dans la commune d'Aywaille en province de Liège. Il prend aussi le nom de Wayai à Harzé et de ruisseau du Chalet à Aywaille.

## Parcours
Ce ruisseau prend sa source à une altitude de 368 m. au nord du hameau de Houssonloge non loin de la sortie 47 de l'autoroute E25. Rapidement, le cours du ruisseau s'oriente vers le nord. Il passe sous Grand-Mont (école), reçoit en rive droite le ruisseau du Fourneau venant de Pavillonchamps puis rejoint le village de Harzé où il alimentait l'ancien moulin. Il passe en contrebas de l'imposant château de Harzé puis file en lisière de bois vers Aywaille où il longe la rue du Chalet 
À Aywaille, un bief dévie une partie du ruisseau vers l'ancien moulin Humblet. Les 500 derniers mètres du cours d'eau sont alors recouverts pendant la quasi-totalité de la traversée du centre de la localité. Le ruisseau du Fond de Harzé termine son cours de 7 kilomètres en rive gauche de l'Amblève quelques mètres en aval du pont d'Aywaille à une altitude de 120 m. Il coule à la limite des régions de l'Ardenne et de la Calestienne.